# SBT Repórter
SBT Repórter é um programa jornalístico do SBT de grandes reportagens de temas diversos. Estreou numa terça-feira em 22 de agosto de 1995. Ao longo de sua exibição também foi exibido na quarta-feira, na quinta-feira, e na sexta-feira, A primeira apresentadora foi Mônica Teixeira, seguida de Monica Waldvogel, Marília Gabriela, Hermano Henning e desde 2006 até o seu fim, foi apresentado por César Filho. Encerrou-se dia 12 de agosto de 2013, uma segunda-feira, pelo alto custo de produção. Vários funcionários e telespectadores protestaram pela volta do jornalístico pois tinha um ótimo faturamento e marcava altos índices de audiência. Em novembro de 2017, foi confirmado a volta do jornalistico com apresentação de Carlos Nascimento, como parte do especial de fim de ano. Voltará à programação a partir de 18 de agosto de 2025, sob a apresentação de César Filho, que já comandou a atração entre 2006 e 2013, e Silvia Abravanel, com a última apresentando apenas pautas sobre entretenimento e agora sendo transmitido às terças, substituindo o Cine Espetacular.
Em seu ano de estreia venceu o prêmio da APCA (Associação Paulista dos Críticos de Arte) de melhor programa da televisão brasileira graças a uma série de 3 reportagens apresentadas pelo jornalista Roberto Cabrini: A histórica entrevista exclusiva com Fernando Collor de Mello (a primeira depois do impeachment), o documentário no Iraque de Saddam Hussein que descobriu soldados iraquianos com orelhas cortadas por se recusarem a servir o exército do ditador, além de ter revelado a cidade curda de Halabja, arrasada por armas químicas e ainda a entrevista exclusiva com o líder palestino Yasser Arafat, em seu bunker em Gaza. Outra reportagem marcante em seu primeira ano de implantação foi a feita por Mônica Teixeira mostrando o surto do vírus ebola na África. A estreia do programa, no entanto, contou com uma matéria sobre o caso O.J. Simpson. Em 1997 cobriu os horrores do Camboja. Uma de suas maiores audiências aconteceu em um especial sobre o Titanic em 1998.

## Histórico de apresentadores
- Mônica Teixeira (1995–1996)
- Marília Gabriela (1996–1998)
- Hermano Henning (1998–2005)
- César Filho (2006–2013; 2025)
- Carlos Nascimento (10 de dezembro de 2017 - Edição Especial)
- Silvia Abravanel (2025)

### Apresentadores eventuais
- Maria Candida (1996–2000)
- Rodolpho Gamberini (2009–2013)
- Marcelo Torres (2012–2013)